# Alcestis

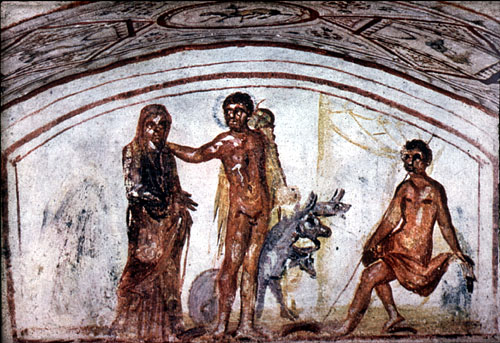
Alcestis con Heracles y Cerbero. Pintura mural en las catacumbas cristianas de la Via Latina. Siglo IV d. C.

En la mitología griega, Alcestis, o Alceste (en griego antiguo Ἄλκηστις Álkêstis o Ἀλκέστη Álcestê) es una hija de Pelias, rey de Yolco, y Anaxibia, hermana de Acasto, que envió a Jasón a conseguir el vellocino de oro. Fue madre de Eumelo y Aspasia, y esposa de Admeto. Homero dice de ella que era la más hermosa de las hijas de Pelias.

## Mito

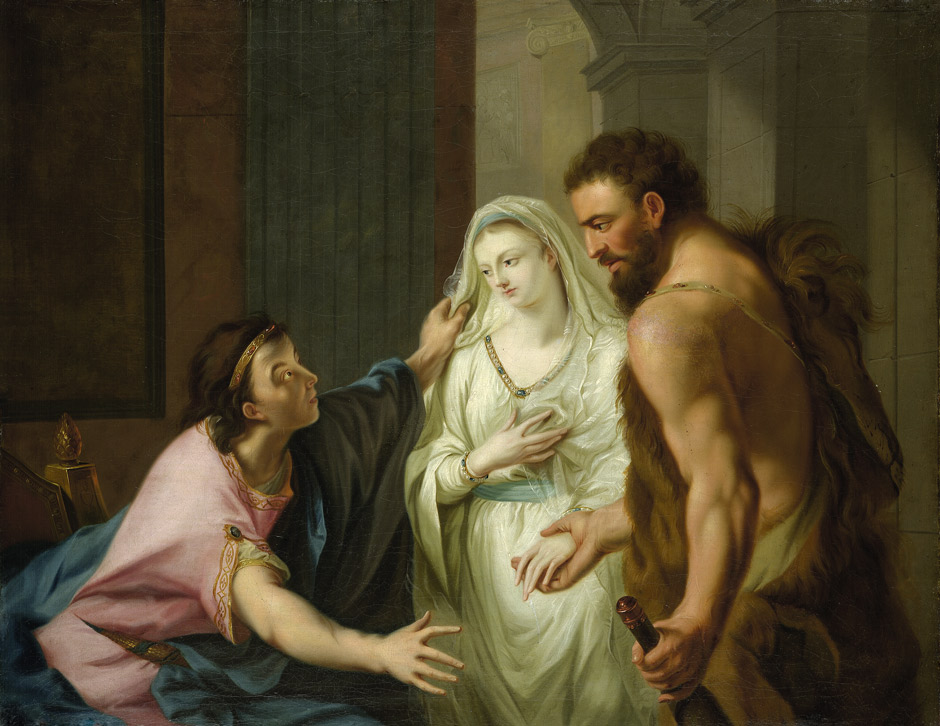
Admeto, Alcestis de vuelta del Hades y Heracles con la piel del León de Nemea: A Tánatos, dios de la muerte, Hércules le arrebata a Alcestis y la devuelve a Admeto (Herkules entreißt Alkestis dem Totengott Thanatos und führt sie dem Admetus zu). Óleo en lienzo de J. H. Tischbein. Ca. 1780.

Cuando Admeto, rey de Feras, solicitó la mano de Alcestis, Pelias, para librarse de los numerosos pretendientes, declaró que le daría su hija a él sólo si iba a su corte en un carro tirado por leones y jabalíes. Admeto logró hacer esto con la ayuda de Apolo. Sin embargo, Apolo pidió a cambio la vida de Admeto o al menos la vida de alguien que pudiera ofrecerla por él. Tras pedir separadamente a su madre y a su padre –ya ancianos– que hicieran este sacrificio por él, Alcestis misma se ofrece para salvar a su marido y muere. Poquísimo tiempo después, Admeto recibió a Heracles en su casa y le contó lo ocurrido. Heracles, compungido, bajó al Hades y trajo de vuelta a Alcestis.
El sacrificio de Alcestis para salvar a Admeto fue muy celebrado en la Antigüedad. También demostró su amor filial: al menos según Diodoro, no participó en el crimen de sus hermanas, que mataron a su padre.
Tanto los críticos antiguos como los modernos han intentado explicar el regreso de Alcestis a la vida de manera racionalista, suponiendo que durante una grave enfermedad fue devuelta a la vida por un médico llamado Heracles. Alcestis fue representada en el cofre de Cípselo, en un grupo mostrando las honras fúnebres de Pelias. En el museo de Florencia hay un altorrelieve, obra de Cleómenes Germánico, que se cree que representa a Alcestis ofreciéndose a morir.

## Evocaciones artísticas
La leyenda de Alcestis ha inspirado numerosas obras, entre ellas:
- Alcestis, tragedia de Eurípides.
- Alceste, tragedia lírica de Jean-Baptiste Lully.
- Alceste, ópera de Christoph Willibald Gluck con libreto de Ranieri de' Calzabigi, escrita en 1767.
- Alceste, obra de teatro de Benito Pérez Galdós estrenada en 1914.
- Heracles en la corte de Admeto (Геракл у АдмеTа), cortometraje de dibujos animados de 1986 producido por Soyuzmultfilm y dirigido por Anatóliy Petrov (Анатолий Петров, 1937 - 2010).
  - Otra copia del cortometraje.[11]